# Board and Care
Board and Care é um filme de drama em curta-metragem estadunidense de 1979 dirigido e escrito por Ron Ellis. Venceu o Oscar de melhor curta-metragem em live action na edição de 1980.

## Elenco
- Richard Goss - Ricky
- Laura Jean Ellis - Lila
- Luana Anders - Carolyn
- Sunshine Parker - Briggs
- John Frederick Jones - Stanton